# Anna Krzysztofowicz
Anna Zofia Krzysztofowicz (ur. 18 czerwca 1925 w Artasowie, zm. 16 listopada 2006 w Krakowie) – zoolog, profesor zwyczajny w Zakładzie Zoologii Systematycznej i Zoogeografii Instytutu Zoologii Uniwersytetu Jagiellońskiego, społecznik.

## Kariera zawodowa
Urodziła się w rodzinie polskich Ormian herbu Donabied, krewna biskupa ormiańskokatolickiego Józefa Krzysztofowicza. Była absolwentką Uniwersytetu Jagiellońskiego. W 1950 roku ukończyła studia i rozpoczęła pracę w Zakładzie Zoologii Systematycznej i Zoogeografii i Instytutu Zoologii. W 1960 roku obroniła pracę doktorską, a w 1968 roku rozprawę habilitacyjną. W 1978 roku otrzymała tytuł profesora nadzwyczajnego, a w 1990 roku została profesorem zwyczajnym. W latach 1984–1987 pełniła funkcję prodziekana Wydziału Biologii i Nauk o Ziemi UJ, w latach 1981–1983 i 1984–1986 przewodnicząca Komisji Biologicznej Polskiej Akademii Nauk.
Została pochowana na cmentarzu Rakowickim w Krakowie.

## Działalność społeczna
W latach 1990–1995 Anna Krzysztofowicz kierowała Komisją Rektorską do Spraw Kontaktów z Polakami z terenów byłego ZSRR. Była związana z polskim środowiskiem ormiańskim. Należała do grona współzałożycieli Ormiańskiego Towarzystwa Kulturalnego, a od roku 1990 pełniła funkcję redaktora naczelnego Biuletynu Ormiańskiego Towarzystwa Kulturalnego.
W latach 1980–1982 była zastępcą przewodniczącego Rady Zakładowej „Solidarności” UJ. Od roku 1981 do 1987 pełniła funkcję przewodniczącej Archidiecezjalnego Komitetu Pomocy Osobom Represjonowanym. Była także kuratorem Bratniej Pomocy Akademickiej im. św.Jana Kantego.